# TeGenero
TeGenero war ein Biotechnologieunternehmen in Würzburg.

## Geschichte
Die TeGenero GmbH wurde im Jahr 2000 als Spin-off der Julius-Maximilians-Universität Würzburg von dem Immunologen Thomas Hünig, dem Biologen und wissenschaftlichen Leiter Thomas Hanke und der Geschäftsführerin Benedikte Hatz gegründet und erhielt 14 Millionen Euro an Risikokapital. Im April 2002 folgte die Umwandlung in eine Aktiengesellschaft mit 15 Angestellten.
Das erste Produkt von TeGenero war der Antikörper TGN1412, der am 13. März 2006 beim ersten klinischen Test an Menschen bei sechs gesunden Probanden schwerwiegende unerwünschte Ereignisse (Nebenwirkungen) auslöste. Zwei von acht Probanden erhielten nur ein Placebo, von den sechs Betroffenen wurden zwei lebensgefährlich verletzt. Angehörige berichteten von Deformierungen am ganzen Körper. Nach einigen Wochen konnten die Verletzten aus dem Krankenhaus entlassen werden.
Im Juli 2006 meldete TeGenero Insolvenz an, da seit dem Vorfall keine weiteren Finanzmittel mehr eingeworben werden konnten, die zur Fortführung nötig wären. Die Überreste wurden von einem russischen Investor aufgekauft, der das Unternehmen als TheraMAB GmbH mit dem Geschäftsführer Sergej Chuvpilo weiterführte. Im Dezember 2018 wurde die TheraMAB LLC Germany und im Februar 2019 die TheraMAB GmbH im Handelsregister gelöscht.